# 송유진의 난
송유진의 난(宋儒眞ㅡ亂)은 1594년(선조 27년) 임진왜란의 혼란중에 송유진을 중심으로 한 사회 불만 세력이 아산과 평택 일대에서 반란을 일으켰다가 실패한 사건이다. 1596년에 일어난 ‘이몽학(李夢鶴)의 난’과 함께 임진왜란 기간에 일어난 대표적인 변란으로 꼽힌다. 이들은 한양을 점령한후 선조를 폐위시키고 광해군을 옹립할 계획이었다. 때문에 비록 반란은 실패로 끝났으나 이 사건으로 광해군은 매우 곤란한 처지에 놓이고 말았다.
반란진압후 대사면과 조세감면 등의 정책을 실시하여 민심을 수습하려 했으나 별반 효과가 없었으며, 백성들의 고달픈 삶이 이어지던중 1596년에는 이몽학의 난이 재차 발생하기도 하였다.

## 배경

### 임진왜란
동서분당(1575)으로 시작된 당쟁은 기축옥사(1589)때 극단으로 치달아 유혈숙청이 이루어지면서 동인과 서인간 감정의 골이 깊어지고 말았다. 1591년 2월, '세자책봉파동'(건저문제)으로 동인이 정권을 잡은 가운데, 일본의 정세를 살피고 3월에 귀국한 통신사들의 의견이 갈리며 혼란을 초래했다. 서인 황윤길은 왜란이 임박했음을 고했으나, 동인 김성일은 전란의 조짐을 찾아볼 수 없다고 했다. 선조는 동인 김성일의 의견을 받아들이며 지방에 내렸던 방비령을 철폐하고 말았다.
1592년 4월 13일에 임진왜란이 발발하여 일본군이 부산을 점령한후 파죽지세로 북상하였다. 선조가 백성을 버리고 급히 피난길에 오르자 성난 도성민들이 궁궐을 불지르며 분노를 표출했다. 한편, 왕세자로 책봉된후 분조를 이끈 광해군의 노력, 의병들과 이순신 등의 활약, 명나라의 지원군의 도움으로 점차 전세가 역전되었으며, 수세에 몰린 일본군은 1593년 4월에 한양에서 퇴각하였다.

### 민심이반
피난을 갔던 선조와 광해군이 1593년 10월에 한양으로 돌아왔으나 전란으로 시국은 어수선했고 민심은 매우 흉흉했다. 1593년에 대기근이 발생한 가운데 백성들은 명나라 군대, 일본군, 조선군에 의한 온갖 시달림을 감당해야만 했다. 관청의 징발과 징세 부담은 온전히 백성들의 몫이었기에 전란과 기근으로 궁핍했던 백성들의 불만은 폭발직전이었다.
특히 충청 아산만 일대의 지역민들의 불만이 컸다. 아산만은 황해도, 경기도, 전라도를 잇는 길목에 위치하여 교통과 전략적 요충지로 병참기지 역할을 했는데, 이로인해 지역민들은 빈번한 요역(徭役) 징발, 관병이나 의병 모집에 시달렸기 때문이다. 결과적으로 이들중 상당수가 송유진의 반란군에 참여하였다. 반군에 참여했던 이들을 살펴보면 의병 해체 이후 현실 생활에 불만을 가지고 있는 군사 경험이 있는 이들과 역을 피해 도망하거나 정부의 학정에 피해를 본 곤궁한 농민, 노비, 승려, 상인들이었다.

## 반란 전개
송유진은 서울 건천동(乾川洞)에 사는 역관 송택종(宋澤宗)의 서얼로 태어나 천안, 직산 등을 왕래하며 지냈다. 학식이 뛰어났으나 신분적 한계를 가지고 있던 그는 천안 일대에서 지인들이 많았고 지역의 아이들을 가르치는 일을 하였다. 그러던 중 임진왜란으로 나라가 어지럽고 한양이 수복된 지 얼마 안 되어 부근의 수비도 소홀한 것을 알고 불만세력을 규합하여 스스로 의병대장이라 칭하며, 역모를 꾀하였다. 광덕산, 지리산, 계룡산 일대에 활동하던 산악세력 2,000여 명을 모아 뚜렷한 목표를 제시하며 이들을 이끌었다. 송유진은 이들과 함께 한양을 정복한후 선조를 폐위하고 왕세자 광해군을 옹립한다는 기본적인 계획을 수립하였다.
1594년 1월 3일, 송유진은 반란군 40여 명을 이끌고 아산현에 사는 부호 임희지(任羲之)의 집을 포위하고 우마와 곡물을 탈취하였다. 그뒤에도 계속 부자들을 약탈하여 필요물자를 확보하였고, 일반백성들에게는 인심을 베풀어 호응을 이끌어냈다. 1월 10일 오원종(吳元宗)·홍근(洪瑾) 등 여러 반란 세력과 연합하여 아산과 평택의 무기고를 탈취하고 군량미와 무기를 확보하였다. 드디어 준비를 마친 이들은 1594년 정월보름날 한양으로 진군하기로 계획을 세웠다.

## 결과
1594년 1월 11일, 조정에서는 반란 세력의 존재를 파악하고 충청병사(忠淸兵使) 변양준(邊良俊), 순변사(巡邊使) 이일(李鎰)에게 진압할 것을 명하였다. 1월 12일 진천의 무사(武士) 김응용(金應龍)이 반란군에 가담했던 조카 홍각(洪殼)을 설득하여 송유진을 홍각의 집으로 유인, 체포하였다. 1월 17일 보령의 의병장 이산겸(李山謙)이 반란에 가담했다는 진술이 나오자 체포를 명하였다. 1월 24일 송유진을 비롯한 반란 관련자들을 궐정(闕廷)에서 임금이 직접 추국하였다. 
1월 25일 송유진, 오원종(吳元宗), 김천수(金千壽) 유춘복·김언상(金彦祥)·송만복(宋萬福)·이추(李秋)·김영(金永) 등 주모자들이 사형당했다. 이지함의 서자로 난중 의병으로 활약한 이산겸이 송유진 등의 무고를 입어 고문 받고 옥에서 목숨을 잃었다. 반란군을 잡지 못한 홍주목사(洪州牧使) 박의(朴宜)와 전 아산현감(牙山縣監) 최유원(崔有源)이 파직되었다. 체포된 인물 중 의병장, 현직 관리, 사족이 다수였는데 모두 심한 고문은 당했지만 사형을 당하지는 않았다.
1월 27일 반란이 평정되었음을 종묘와 사직에 고하고 죄인들에 대한 사면을 실시하여 민심을 달래기도 했다.

## 영향과 평가
1593년 윤 11월 19일, 광해군은 서울을 떠나 충청, 전라 지역을 돌며 사실상 두번째 분조를 맡아 활동하고 있었다. 송유진이 반란을  일으켰을 당시에 홍주에 머물던 터라 수행한 관료들이 다른곳으로 피난을 종용했으나 그대로 머물며 난의 진압 과정을 지휘했다. 반란은 진압되었으나 반란군들이 선조를 폐위하고 광해군을 옹립하려는 계획이었다는 사실이 알려지면서 광해군은 매우 난처한 입장에 처하고 말았다.
선조가 1593년 일본군 철수 이후 왕권 강화를 위하여 반란을 이용해 전란기의 공신들을 취사선택하는 과정에서 일어난 것으로 보기도 한다.
송유진의 난은 선조와 조정에 대한 민심의 불만이 의병 활동과 같은 능동적 행위로 표출된 사건이었으며, 아울러 의병에 대한 왕과 조정의 적대감과 경계심이 드러난 사건이기도 하다.